# Amar Selimović
Amar Selimović (Tuzla, 15. siječnja 1982.) je bosanskohercegovački kazališni, televizijski i filmski glumac. Bliski je rod književniku Meši Selimoviću.

## Filmografija

### Televizijske uloge
- "U dobru i zlu" (2024. – danas)
- "Tajne" kao Robert (2013. – 2014.)
- "New Year's Eve with Magacin Kabare" (2012.)

### Filmske uloge
- "Dobar dan za posao" (2018.)
- "Smrt u Sarajevu" kao Soldo (2016.)
- "The Ascent" kao Jovan (2011.)
- "Revizor" (2010.)
- "Sevdah za Karima" kao Karim (2010.)

## Vanjske poveznice
- Amar Selimović u internetskoj bazi filmova IMDb-u (engl.)